# Brug 21
Brug 21 is een vaste brug in Amsterdam-Centrum.
De brug is gelegen in de westelijke kade van de Herengracht en overspant de Leliegracht. De brug vormt een geheel met de Anton Jolingbrug (brug 20), die in een hoek van 90 graden juist over de Herengracht voert. 
Er ligt hier al eeuwen een brug. Balthasar Florisz. van Berckenrode tekende op zijn kaart uit 1625 de brug als welfbrug met drie doorvaarten in de Heere Graft over de Lely Graft. Die brug werd later in verband met de hoogte en de verschuiving van scheeps- naar autoverkeer niet meer toereikend geacht. De verlaging en verbreding werd in gang gezet en in juli 1886 lagen er noodbruggen en is men bezig de bovenbouw te slopen. Tegelijk werd ook brug 20 verlaagd en verbreed. Begin 1887 is het project klaar. Het is dan wel een liggerbrug. Alhoewel van dezelfde structuur als de Anton Jolingbrug is die laatste wel een gemeentelijk monument, maar brug 21 niet.
Opvallend aan de brug zijn de versieringen aangebracht op de stenen jukken van de brug om de verbreding te dragen.

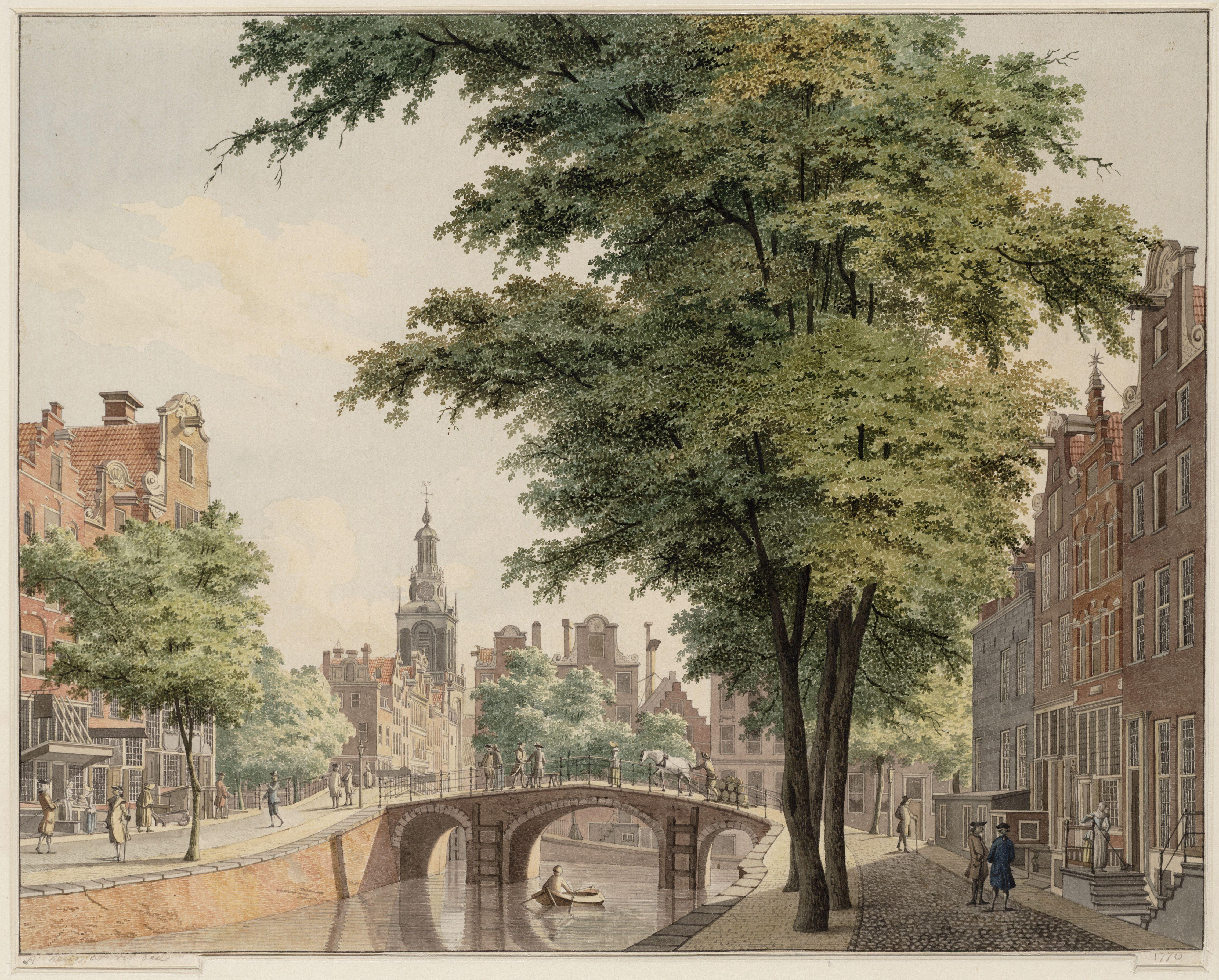
De boogbrug door Hendrik Keun (1770)
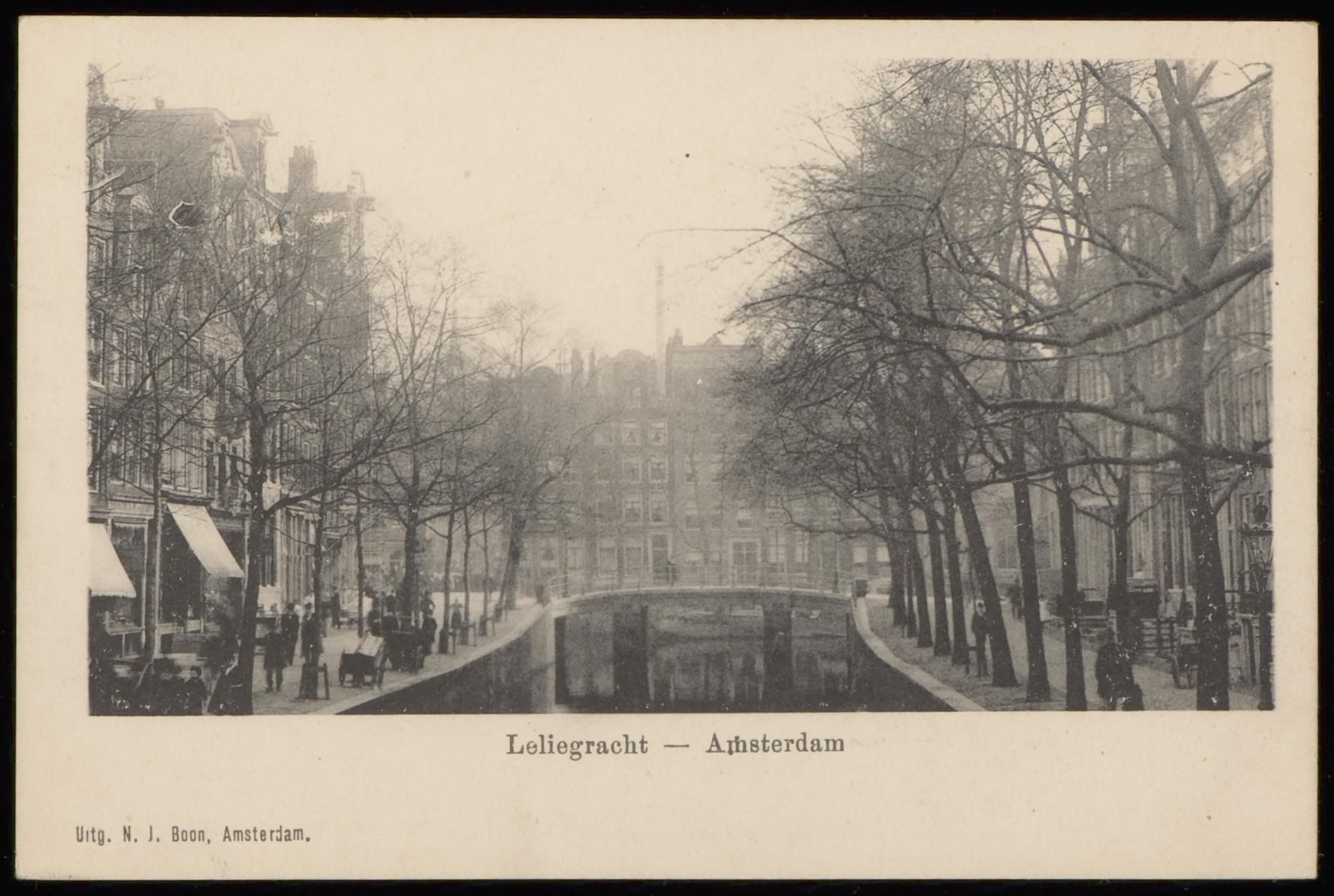
Brug 21 in ca. 1900, maar nog ongewijzigd
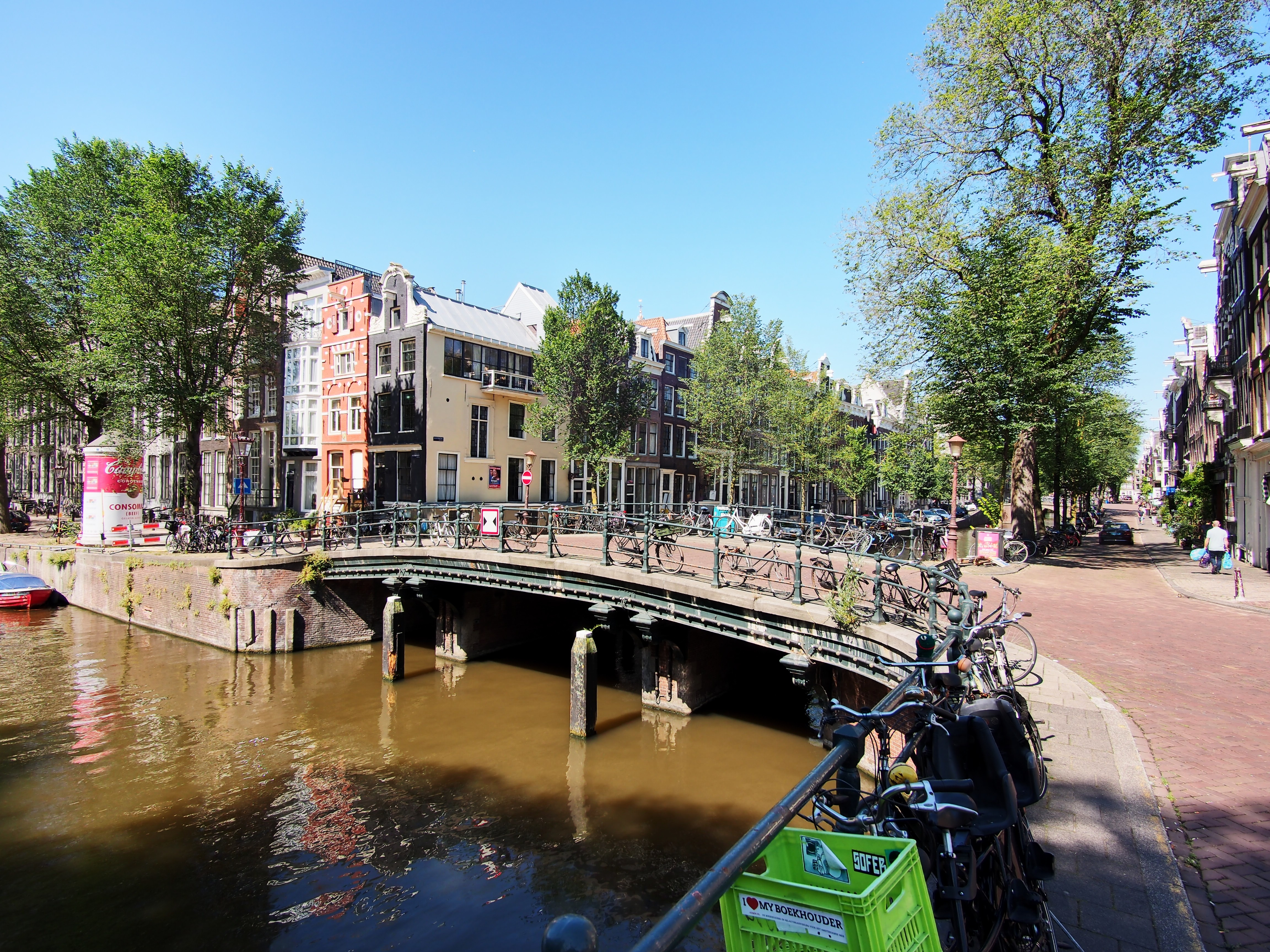
Brug 21 in juli 2017

1 · 2 · 3 · 4 · 5 · 6 · 7 · 8 · 9 · 10 · 11 · 12 · 13 · 14 · 15 · 16 · 17 · 18 · 19 · 20 · 21 · 22 · 23 · 24 · 25 · 26 · 27 · 28 · 29 · 30 · 31 · 32 · 34 · 35 · 36 · 37 · 38 · 39 · 40 · 41 · 42 · 43 · 44 · 45 · 46 · 47 · 48 · 49 · 50 · 51 · 52 · 53 · 54 · 55 · 56 · 57 · 58 · 59 · 60 · 61 · 62 · 63 · 64 · 65 · 66 · 67 · 68 · 69 · 70 · 71 · 72 · 73 · 74 · 75 · 76 · 77 · 78 · 79 · 80 · 81 · 82 · 84 · 85 · 86 · 87 · 88 · 89 · 90 · 91 · 92 · 93 · 94 · 95 · 96 · 97 · 98 · 99 · >>>
Brugnummers 33 en 83 zijn niet (meer) vergeven